# Lenguas mordvínicas
Las lenguas mordvínicas (también llamadas lenguas mordvinas), son un subgrupo de lenguas urálicas, que comprende dos lenguas cercanamente emparentadas: el idioma erzya y el idioma moksha. Inicialmente se consideró que ambas lenguas eran una misma lengua, denominada mordvino, aunque actualmente todas sus variedades lingüísticas se tratan como pertenecientes a dos lenguas diferentes, debido a las importantes diferencias a nivel fonológico, léxico y gramatical. Además, el erzya y el moksha no son mutuamente inteligibles, a tal punto que la comunicación entre hablantes de ambas comunidades frecuentemente se hace en ruso. La lengua medieval llamada idioma muromiano hablada por los merya podría haber sido una lengua mordvina o próxima a las lenguas de este grupo.
Las dos lenguas mordvinas modernas además tienen estándares literarios totalmente diferentes. El erzya literario o estándar fue creado en 1922 y el moksha literario, en 1923.
Las diferencias fonológicas entre las dos lenguas incluyen:
- El moksha conserva la distinción entre las vocales /ɛ, e/ mientras que en erzya ambas se han confundido en /e/.
- En sílabas átonas, el erzya presenta armonía vocálica como muchas otras lenguas urálicas: se emplea [e] en palabras con vocales palatales y [o] en vocales con vocales posteriores. El moksha tiene una simple schwa [ə] en su lugar.
- A principio de palabra, el erzya presenta una africada postalveolar /tʃ/ en posiciones donde el moksha posee una fricativa /ʃ/.
- Junto a consonantes sordas, las consonantes líquidas /r, rʲ, l, lʲ/ y la semivocal /j/ se ensordecen en moksha dando [r̥ r̥ʲ l̥ l̥ʲ ȷ̊].

## Comparación léxica

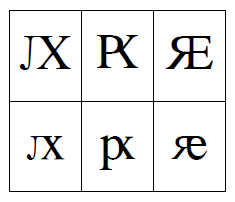
Letras mordvínicas (mordvinas)
Fila superior: mayúsculas
Fila inferior: minúsculas.

Los numerales en diferentes lenguas mordvinas son:
| GLOSA | Moksha     | Erzya     | PROTO- MORDVIN |
| ----- | ---------- | --------- | -------------- |
| '1'   | ikæ / ifkæ | ve /vejke | *vejk-         |
| '2'   | kafta      | kavto     | *kaftə         |
| '3'   | kolma      | kolmo     | *kolma         |
| '4'   | nʲilʲa     | nʲilʲe    | *nʲilʲa        |
| '5'   | vetʲæ      | vetʲe     | *vetʲæ         |
| '6'   | koto       | koto      | *koto          |
| '7'   | sʲizsʲem   | sʲizʲem   | *sʲizʲem       |
| '8'   | kafksa     | kavkso    | *kavkso        |
| '9'   | vejksa     | vejkse    | *vejkse        |
| '10'  | kemenʲ     | kemenʲ    | *kemenʲ        |